# Pňovanský most

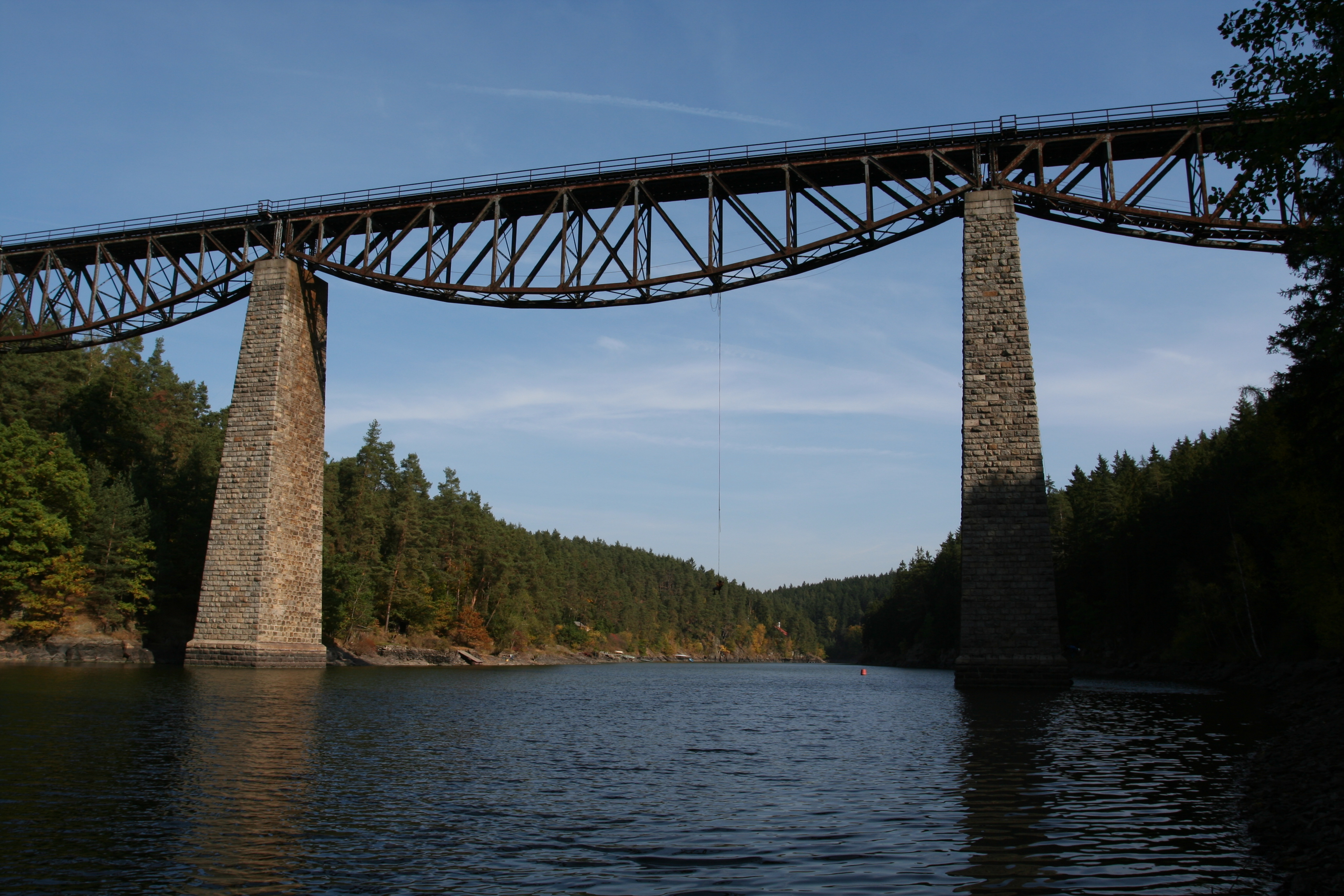
celkový pohled na most před rekonstrukcí

Pňovanský most je železniční most přes přehradu Hracholusky na železniční trati z Pňovan do Bezdružic. Vznikl na základě zemského zákona o podpoře výstavby drah z roku 1892. První návrh mostu z roku 1894 počítal s vybudováním pilířů z ocelové konstrukce, ale nebyl schválen, takže současná podoba mostu vychází z druhého návrhu z roku 1897. Tvoří ho dva zděné mostní pilíře nad přehradou o výšce 44 metrů (včetně základů) a dva zemní pilíře na každé straně mostu. Nad nimi jsou tři ocelová pole, z nichž každé je 55 metrů dlouhé. Most doplňují dva kamenné oblouky. Celková délka mostu je 210 metrů a spočtená váha ocelové konstrukce je 461 144 kg.

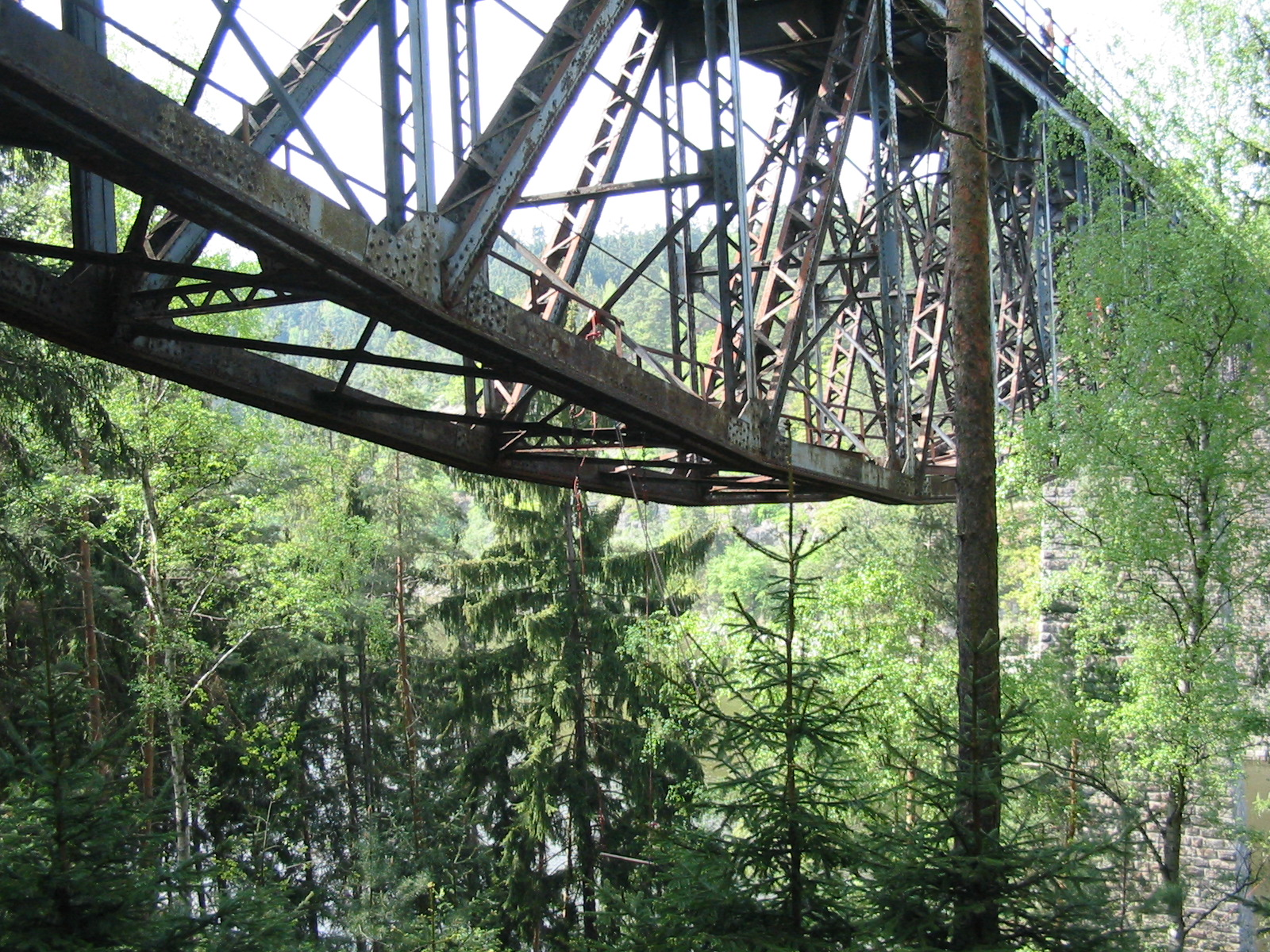
Jedno ze tří původních ocelových polí mostu.

Stavba mostu započala v roce 1899 a byla dokončena v roce 1901. Původně byl most postaven nad řekou Mží a výška byla cca 47 metrů. V roce 1963 bylo údolí zatopeno přehradou Hracholusky a výška mostu tak klesla na nynějších 37 metrů. Ještě předtím došlo ke zpevnění mostních pilířů, aby odolaly zvýšené hladině vody. Ocelová konstrukce mostu se kromě průběžných nátěrů dočkala první větší opravy mezi lety 1969 až 1972. V současné době most stále slouží původnímu účelu a od 90. let je též oblíben vyznavači adrenalinových sportů.

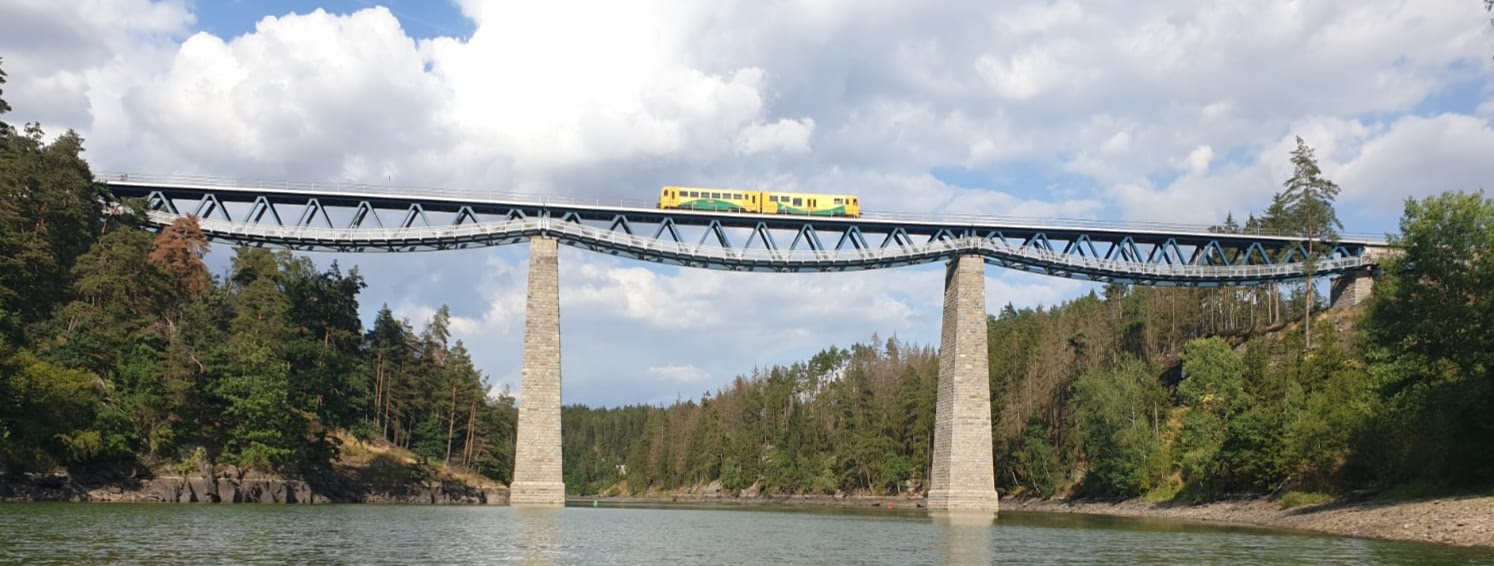
most po rekonstrukci, pohled ze západu

Koncem července 2018 začala rozsáhlá rekonstrukce mostu. 1. července 2018 došlo k symbolickému rozloučení se se starým mostem projetím po něm parní lokomotivou. Rekonstrukce mostu se týká výměny tří hlavních ocelových polí, zesílení spodní stavby injektážemi a je i dobudována lávka pro pěší a cyklisty. Pro výměnu ocelových polí byla použita unikátní metoda nasunutí nového pole na původní most, spojení a otočení kolem vodorovné osy. Oprava byla dokončena v dubnu 2019 a 27. dubna 2019 proběhla úspěšná zatěžovací zkouška pomocí tří lokomotiv řady T 679.1 (781) zvanými Sergej. Provoz na trati byl obnoven v podvečer 30. dubna 2019.

## Ocenění
- Cena hejtmana Plzeňského kraje za rok 2019 byla udělena v září 2020[5][6]
- Cena PATRIA NOSTRA 2020 byla udělena v říjnu 2020[7][6]
- Stavba roku 2020 – titul udělen 16.10.2020[8]